# Fannia lucidula
Fannia lucidula är en tvåvingeart som först beskrevs av Zetterstedt 1860.  Fannia lucidula ingår i släktet Fannia, och familjen takdansflugor. Arten är reproducerande i Sverige.

## Bildgalleri

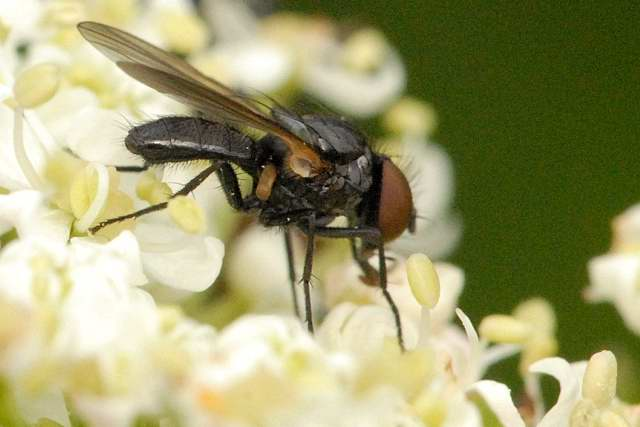